# この涙 星になれ
「この涙 星になれ」（このなみだ・ほしになれ）は、ZARDの31作目のシングル。

## 背景
ZARD初のマキシシングル。「息もできない」以来、カップリング曲のカラオケが収録された。
表題曲は、テレビ朝日系木曜ミステリー『科捜研の女』の主題歌に起用された。
カップリングの「お・も・ひ・で」は、「チェンジ伊豆2000」イメージソングに起用され、タイアップ先の応募プレゼント用として、1曲のみ収録したシングル盤（CDコードはJBDI-1007）も製作された。のちに、テレビ朝日系『贅沢な休日』のテーマ曲に使用された。
シングルとしては「風が通り抜ける街へ」以来、久々にオリジナルアルバムに表題曲とカップリング曲の両方が収録されたが、前作「痛いくらい君があふれているよ」同様、ベストアルバムやセレクションアルバムには未収録であり、オリジナルアルバムのみ収録されている。

## 制作

### この涙 星になれ
コーラスに、伊藤匠、高原由妃、春名俊希（蒼遥和・咲井一希）が参加。
坂井は「少しの笑顔でよかったのに…いつからか気軽に 君と話せなくなってた」というフレーズが気に入っていた。
アルバム『時間の翼』に収録された際、歌詞の表記が一部変更されている。発売直前に「寂しいと人は意地悪になる」という部分が「少しの笑顔でよかったのに」と一部歌詞とキーが変更されたが、CMでは録り直し前のものがそのまま放送された。

### お・も・ひ・で
作曲は、「愛は暗闇の中で」の編曲を手がけて以来、8年ぶりの作品提供となった寺尾広。2012年の『ZARD Album Collection 〜20TH ANNIVERSARY〜』に葉山たけしによるリアレンジバージョンが収録されている。コーラスに、大野愛果、大田紳一郎、高原由妃が参加。
「ふるさとは遠くにありて思ふもの」という諺を現代的に表現した歌詞である。また、タイアップの関係で、歌詞に大室山が出てくる。

## 記録
初週は8.1万を売り上げ、1999年の「MIND GAMES」を超えている。

## 収録曲
1. この涙 星になれ
作詞：坂井泉水
作曲：岩井勇一郎
編曲：古井弘人
2. お・も・ひ・で
作詞：坂井泉水
作曲：寺尾広
編曲：古井弘人・徳永暁人
3. この涙 星になれ（オリジナルカラオケ）
  - コーラスあり。
4. お・も・ひ・で（オリジナルカラオケ）
  - コーラスあり。
5. この涙 星になれ remix 
  - シークレットトラック扱い。

## 収録アルバム
- 時間の翼（#1,2）
- ZARD Single Collection 〜20TH ANNIVERSARY〜（#1,2）